# Paul Super
Paul Super, znany także jako Paweł Super (ur. 1880 w Cincinnati, zm. 1949) – amerykański działacz społeczny, inicjator Związku Młodzieży Chrześcijańskiej (YMCA) w Polsce.

## Życiorys
Paul Super ukończył studia na Uniwersytecie Missouri. Całe zawodowe życie związany był ze Związkiem Młodzieży Chrześcijańskiej (YMCA). Pracował w Oregonie i na Hawajach. Pełnił funkcję sekretarza do spraw szkoleniowych YMCA. W marcu 1922 roku wraz z powracającą z Francji Armią Hallera razem z rodziną przybył do Warszawy w celu tworzenia struktur amerykańskiego YMCA. Jego decyzją organizacja skupiła się na działalności w Warszawie, Łodzi i Krakowie. Został głównym sekretarzem YMCA w Polsce, a po jej przekształceniu w „Polska YMCA”, wybrano go na dyrektora generalnego organizacji. W 1936 roku, w wyniku redukcji etatów spowodowanej kryzysem gospodarczym, Paul Super został jedynym amerykańskim pracownikiem YMCA w Polsce. Pozostał do września 1939 roku, mimo że zgodnie z pierwotnym zamierzeniem miał spędzić w Polsce jedynie osiem miesięcy. Wiele podróżował po kraju, także jego wschodniej części, którą często porównywał do amerykańskiej prowincji. Szczególnie lubił Wilno i Lwów, które określał jako centra zachodniej cywilizacji w Europie Wschodniej.
Po wybuchu wojny Super wyjechał do Rumunii, gdzie założył w Bukareszcie Amerykańską Komisję Pomocy Polakom (AKPP), która współpracowała z YMCA. AKPP służyła do zbierania pieniędzy na rzecz polskich uchodźców, także na Węgrzech. AKPP pomagała również internowanym polskim żołnierzom, dostarczając im żywność, lekarstwa, cywilne ubrania, czy ułatwiając ucieczkę. W siedzibie Komisji funkcjonował zakonspirowany punkt werbunkowy. Ochotnicy trafiali do utworzonego z inicjatywy Supera obozu junackiego w Timișu de Jos, skąd następnie wysyłano ich do polskich jednostek we Francji. Sam Super wyjechał do Francji w lutym 1940 roku, gdzie komórki YMCA pod jego kierownictwem dalej wspierały rozwój i szkolenie polskich żołnierzy.
Po upadku Francji powrócił przez Portugalię do Stanów Zjednoczonych. Został tam dyrektorem generalnym YMCA na Polskę. Pozwoliło mu to na rozszerzenie skali pomocy – YMCA m.in. otwierała świetlice, stołówki, organizowała zakwaterowanie dla uchodźców z Polski. Super publikował również artykuły na temat polskiego wysiłku zbrojnego i sytuacji w okupowanej Polsce. Działalność ta przysporzyła mu sympatii polskich działaczy społecznych, a także rządów, zarówno rządu RP na emigracji, jak i powojennego rządu komunistycznego.
Jego żoną była Margaret L. Super.
Za pomoc okazywaną Polakom otrzymał pośmiertnie Medal Virtus et Fraternitas w 2021 roku. Odznaczenie w 2022 roku odebrał jego prawnuk.

## Książki
- Growth : a study of the major interests of life, New York : Association Press, 1926.
- Elements of Polish culture as seen by a resident foreigner, Toruń : The Baltic Institute, 1935.
- The Polish tradition : an interpretation of a nation, London : G. Allen & Unwin, 1939.
- Twenty-five years with the Poles, New York : The Paul Super Memorial Fund, 1950.
- Events and personalities in Polish history, Wielka Brytania : Read Books, 2006.